# Sinonereis heteropoda
Sinonereis heteropoda é uma espécie de anelídeo pertencente à família Nereididae.
A autoridade científica da espécie é Wu & Sun, tendo sido descrita no ano de 1979.
Trata-se de uma espécie presente no território português, incluindo a sua zona económica exclusiva.